# 谢国明
谢国明（1957年—2023年4月4日），浙江绍兴人，中华人民共和国政治人物。
毕业于复旦大学新闻系和中国社会科学院研究生院新闻系。1991年调入人民日报社总编室，2005年任总编室主任。2010年3月，任人民日报社副总编辑。2012年11月14日，当选中国共产党第十八届中央纪律检查委员会委员。2018年2月24日，当选为第十三届全国人大代表。